# ديف وليامز (لاعب كرة سلة)
ديفيد بوير وليامز (7 شباط، 1913 – 6 آذار، 1983) لاعب كرة سلة محترف أمريكي. لعب في الرابطة الوطنية لكرة السلة مع فريق إنديانابوليس كاوتسكي وتوليدو جيم وايت شيفروليه. بالنسبة لمسيرته، بلغ معدل نقاطه 2.9 لكل مباراة.

## وصلات خارجية
- ديف وليامز (لاعب كرة سلة) على موقع سبورتس رفرنس (الإنجليزية)